# Antiblemma patifaciens
Antiblemma patifaciens là một loài bướm đêm trong họ Erebidae.